# Gerhard Schmidhuber
Gerhard Schmidhuber (Drezda, 1894. április 9. – Budapest, 1945. február 11.) német vezérőrnagy, a Magyarországot 1944-ben megszálló német csapatok egyik parancsnoka. Egyes források szerint 1945. január 16-án – a szovjet csapatok megérkezése előtt néhány nappal – megakadályozta, hogy a nyilasok lemészárolják a budapesti gettóban összezsúfolt körülbelül 70 000 zsidót úgy, hogy lebombázzák vagy aláaknázzák és felrobbantják a gettót, vagy úgy, hogy lelövik a gettóban lévőket. A pontos terv nem ismert és nem is rekonstruálható, amitől állítólag Schmidhuber megmentette a gettót. Az 1945-ös budai kitörési kísérlet során elesett.

## Szerepe a budapesti gettó felszámolásának megakadályozásában
1945 januárjában Szalai Pál a nyilasok rendőrségi összekötője tudomást szerzett arról, hogy a Royal szállóban jelentős számú német SS-katona és magyar nyilas gyülekezik azzal a céllal, hogy a közeledő szovjet csapatok megérkezése előtt egy éjszakai rajtaütés keretében tömegmészárlást hajtsanak végre a budapesti gettóban.
Szalai, aki kiábrándult nyilas volt, Schmidhubertől kért segítséget, mivel tudta a német tisztről, hogy távol áll a náci eszméktől. Visszaemlékezése szerint Szalai egyebek mellett azzal is érvelt Schmidhubernek, hogy amennyiben nem akadályozza meg a vérengzést, a háború után őt is felelősségre fogják vonni mint tömeggyilkost.
Schmidhuber összehívatta a tervezett tömeggyilkosság szervezésében részt vállalókat és megtiltotta nekik az akciót, a szervezésben részt vevő SS-tisztet pedig a helyszínen letartóztatta. Ezt követően német őrséget rendelt a gettó bejárataihoz, akik elzavarták az ott „őrködő” nyilasokat. A szovjet hadsereg néhány nappal később elérte a gettót, és ezzel körülbelül 70 000 lakóját szabadította fel.
Négy történész (Bartha Ákos, Lévai Jenő, Szekeres József és Ungváry Krisztián) hitelesnek tartja Szalai vallomását, mely szerint Schmidhuber döntött volna a gettó megvédéséről. Nyolc egymástól részben teljesen függetlenül nyilatkozó tanú - egymásnak ellentmondó vallomásokban: Domonkos Miksa, Kubissy Béla rendőrtiszt, a nyilas Lucska Vilmos és Nidosi Imre, Per Anger svéd diplomata, Perjési Ferenc rendőrtiszt, Szabó Károly és Veres Tamás, Wallenberg fényképésze is elismerte, hogy a gettó ellen volt valamilyen nyilas terv (de ezen tervre vonatkozóan is eltérő tervekről számoltak be) és Szalai Pálon keresztül ezt végső soron Schmidhuber akadályozta meg.
Végeredményben ezt a verziót fogadta el az izraeli Yad Vasem intézet is, amely Szalai Pálnak a „világ igaza” elismerést adományozta. Ennek ellenére számos történész (Dombi Gábor, Mihályi Balázs, Sipos Péter, Karsai László) megkérdőjelezi az egész történetet. Érveik szerint nem is Schmidhuber döntött, mert véleményük szerint a német hadsereg szigorú hierarchiája miatt neki erről jelentést kellett volna tennie feletteseinek – így Karl Pfeffer-Wildenbruchnak és rajta keresztül Heinrich Himmlernek –, akik a háború várható elvesztését látva már inkább igyekeztek elkerülni a további atrocitásokat, mivel a várható felelősségre vonás során azokért is felelniük kellett volna. Hipotéziseiket azonban mindmáig semmilyen konkrét, az ügyre vonatkozó bizonyítékkal nem támasztották alá. Karsai László szerint az is igazolhatatlan, hogy a nyilasok meg akarták volna semmisíteni a pesti nagygettót. Szerinte akkoriban mindez rémhírként terjedt a városban. (Lásd Karsai László: Szalai Pál – Politikai életrajz című 2022-es kötetét.)